# PZL P.1
O PZL P.1 foi um avião de caça polonês, projetado pelo engenheiro Zygmunt Puławski e fabricado pela companhia estatal PZL. Permaneceu apenas como protótipo, mas foi o primeiro caça polonês da PZL com asa de gaivota, levando ao desenvolvimento do PZL P.7, PZL P.11 e do PZL P.24.

## Projeto e desenvolvimento
Em conjunto com as primeiras tarefas com a recém criada PZL em 1928, era necessário criar um caça moderno para a Força Aérea Polaca. Como resultado, uma equipe de montadores liderados pelo jovem e talentoso engenheiro Zygmunt Puławski, projetou uma aeronave inteiramente de metal, monoplano, designado PZL P.1. A invenção de Puławski era de asa alta, no estilo "gaivota", para dar ao piloto excelente visão, sem uma outra asa sobre seus olhos, como nos clássicos aviões monoplanos e biplanos com asa do tipo parassol da época. A asa era suportada com montantes mais finos na raiz, na junção com a fuselagem. Outra nova ideia foi o trem de pouso fixo, com amortecedores escondidos na fuselagem. O P.1 foi motorizado com um motor Hispano-Suiza de 630 hp em linha.
O primeiro protótipo voou em Agosto de 1929, com o piloto Bolesław Orliński. No primeiro voo, o bordo de ataque se contorceu, mas Orliński conseguiu salvar a aeronave e possivelmente o programa de construção inteiro. No final de 1929, após testes estáticos, o protótipo foi modificado e reforçado. Em março de 1930, o segundo protótipo voou (P.1/II). A principal alteração em relação ao projeto inicial foi uma forma revisada do leme, similar aos próximos caças de Pulawski.
A construção do P.1 foi bem reconhecida ao redor do mundo. O segundo protótipo participou de um torneio de caças em Bucareste em Junho de 1930, onde provou que era um projeto moderno. Conseguiu a 4ª classificação de um total de 7 competidores, mas venceu 8 de um total de 15 testes.
O P.1 continuou como protótipo, pois decidiram que o caça para a Força Aérea Polaca deveria ser motorizado com um Motor radial, produzido sob licença na Polônia. Como resultado desta decisão, os próximos projetos de caça foram baseados no P.1, iniciando com o PZL P.6. Esta decisão foi criticada por alguns autores atuais, pois os motores radias produzem mais arrasto, sem a vantagem de mais potência e visibilidade reduzida na cabine. Era proposto que entre 1929-1930 iria se construir uma outra versão melhorada do P.1, com a designação de  PZL P.2, mas foi abandonado logo após construírem a fuselagem. Puławski esperava por uma segunda chance de construir caças com motores em linha, e desenvolveu o PZL P.8 em 1931.

## Descrição técnica

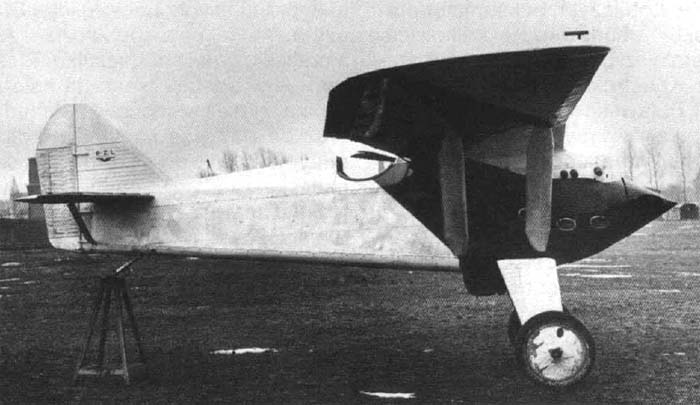
Primeiro protótipo após a modificação

O PZL P.1 foi um monoplano de asa alta, construído totalmente de metal, coberto com Duralumínio. A fuselagem foi construída com uma estrutura de Duralumínio retangular e com seções cruzadas. A asa possui duas longarinas e traz uma forma de trapézio, mais fino próximo à fuselagem, coberto com uma chapa de duralumínio tipo Wibault, suportado por dois montantes em cada lado. A cabine do piloto era aberta, com um pára-brisas. Havia dois tanques de combustível nas asas (400 l). O trem de pouso é fixo com um skid traseiro. O motor é em linha, na parte frontal da aeronave com um radiador à água sob a fuselagem, com uma hélice de duas pás.

## Operadores
Polónia
- Força Aérea Polaca